# タブリーズ駅
タブリーズ駅（ペルシア語：ايستگاه راه اهن تبریز; Istgah-e Rah Ahan-e Tabriz; イーストガーヘ・ラアハーニ・タブリーズ）はイラン東アーザルバーイジャーン州タブリーズ郡タブリーズにある、イラン・イスラーム共和国鉄道（IRI鉄道）の駅。

## 概要
タブリーズの中央駅であり、ヨルファ、ラーズィー、テヘラン、サルマス、マシュハドなどのイラン国内の長距離列車・ローカル列車が停車するほか、アゼルバイジャン鉄道運行のナヒチェヴァン-マシュハド間の国際列車、トルコのヴァン-タブリーズ間の国際列車（週1回）も停車する。

## 歴史
タブリーズまで伸びる鉄道は第一次世界大戦中にロシア人によって建設され、1916年に駅が開業した。タブリーズへの一番列車は1916年3月にヨルファからやってきた。1958年にはタブリーズからテヘランまで鉄道が延線開業した。

## 駅構造
現在の駅舎はパフラヴィー朝時代に建てられたものである。駅舎はアール・デコ様式で、フランス人建築家のフェルディナンド・プイヨンとイラン人建築家のハイダル・ギアイにより設計され、1950年代に建設された。

## 駅周辺
- 道路運輸省（اداره کل راه و ترابری）
- タレカーニ病院（بیمارستان طالقانی）
- 食品医薬品局代理（ペルシア語版）
- 法医学機関誌（اداره پزشکی قانونی）
- イラン鉄道産業開発会社（IRICO）（英語版）（駅裏側）

## バス路線
```
タブリーズ市内・郊外バス
（
英語版
）
```

- BRT1  ラアハーン - Basij(بسيج)
- 108  サードルード（ペルシア語版、英語版）
- 120  シャヒード・ベヘシュティー
- 124  カラマレック（ペルシア語版、英語版）
- 132  Shahrak-e Andisheh
- 134  Kuy-e Laleh
- 145  コジャバード（ペルシア語版、英語版） - バギ・マルフ（ペルシア語版、英語版）
- 164  エスファラン（ペルシア語版、英語版）
- 173  サハンド（ペルシア語版、英語版）

## 隣の駅
アーザルバーイジャーン通勤鉄道
タブリーズ-ヨルファ間、タブリーズ-サルマス間
タブリーズ駅 - サハラン駅
タブリーズ-Tarbiat-e Mo'allem間
タブリーズ駅 - ゼライー駅
イラン・イスラーム共和国鉄道（IRI鉄道）
タブリーズ-マシュハド間
タブリーズ駅 - マラーゲ駅
テヘラン-タブリーズ間
アジャブシール駅 - タブリーズ駅
タブリーズ-ラーズィー間
タブリーズ駅 - シャラフカーネ駅
アゼルバイジャン鉄道
ナヒチェヴァン-マシュハド間
ヨルファ駅 - タブリーズ駅 - マラーゲ駅